# Neivamyrmex bohlsi
Neivamyrmex bohlsi är en myrart som först beskrevs av Carlo Emery 1896.  Neivamyrmex bohlsi ingår i släktet Neivamyrmex och familjen myror. Inga underarter finns listade i Catalogue of Life.

## Bildgalleri

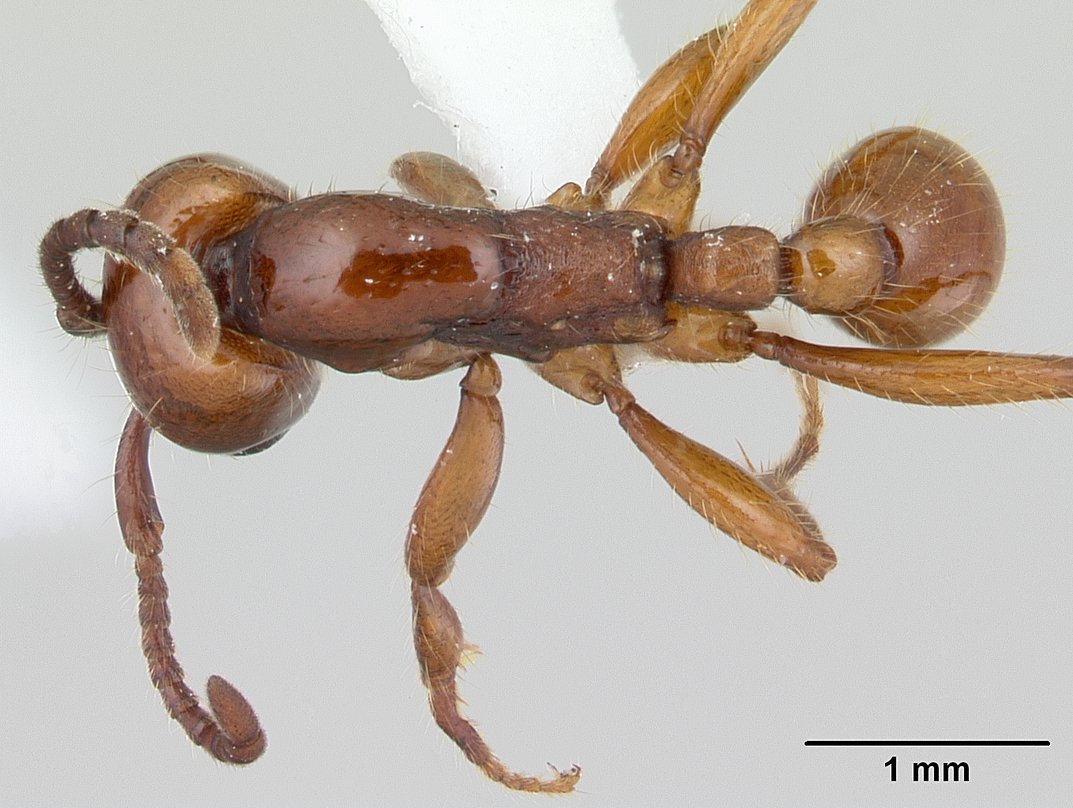
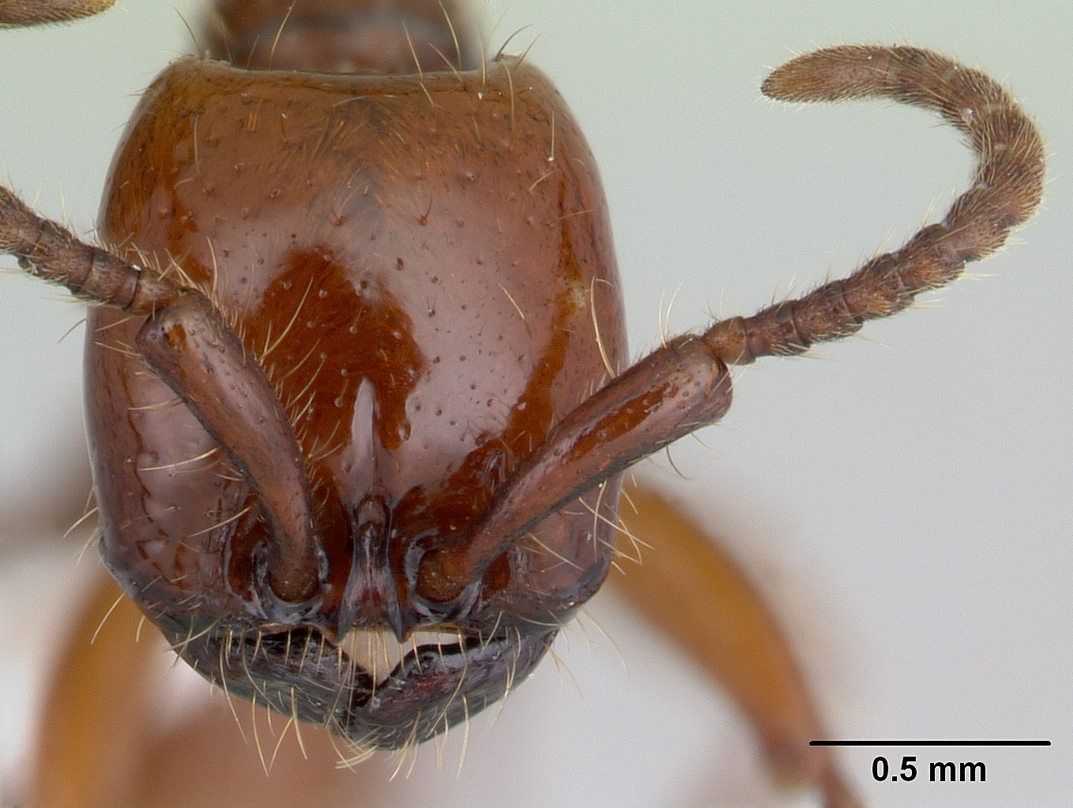
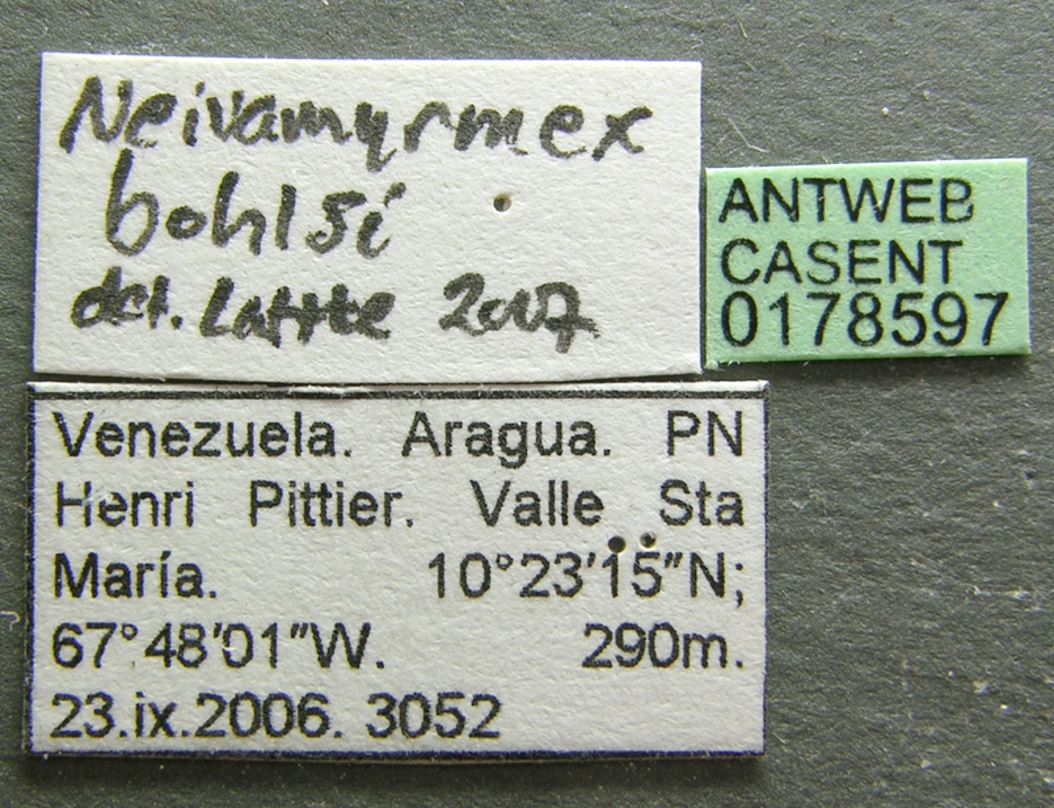
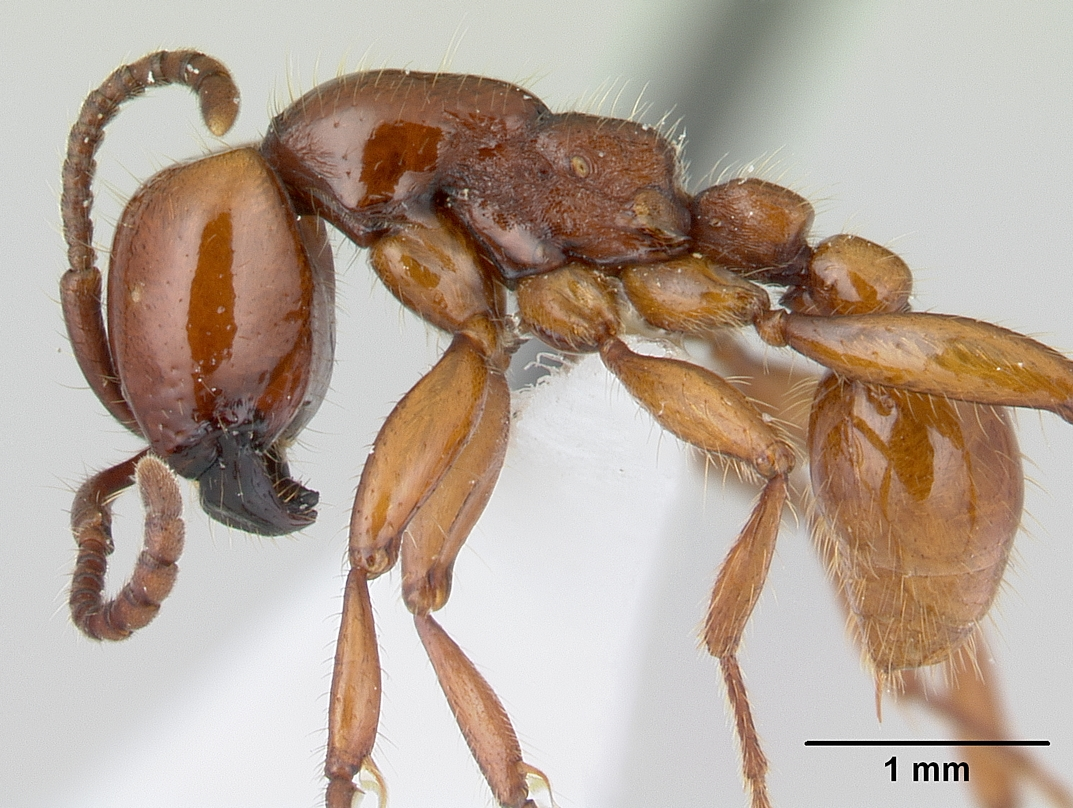